# Эшер-Смит, Дина
Дина Эшер-Смит (англ. Dina Asher-Smith; род. 4 декабря 1995 года) — британская легкоатлетка, которая специализируется в беге на короткие дистанции, трёхкратный призёр Олимпийских игр в эстафете 4×100 м (2016, 2020 и 2024), чемпионка мира 2019 года на дистанции 200 метров, 6-кратная чемпионка Европы. Рекордсменка Великобритании на дистанциях 100 метров (10,83) и 200 метров (21,88). Член ордена Британской империи (2024).

## Карьера

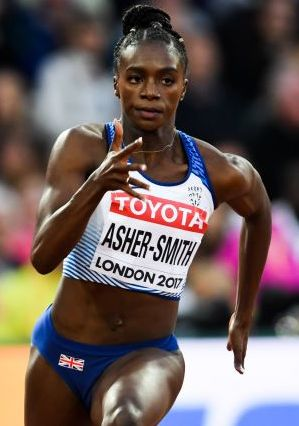
Эшер-Смит на чемпионате мира 2017 года в Лондоне

Победительница Игр Содружества среди юниоров 2011 года в беге на 200 метров и в эстафете 4×100 метров. Выступала на чемпионате мира среди юниоров 2012 года, на котором заняла 7-е место в беге на 200 метров.
Чемпионка Европы среди юниоров 2013 года в беге на 200 метров и в эстафете 4×100 метров. Чемпионка мира среди юниоров 2014 года в беге на 100 метров.
В 2015 году стала второй на дистанции 60 метров на чемпионате Европы в помещении в Праге.
На чемпионате Европы 2016 года в Амстердаме выиграла золото на дистанции 200 метров с результатом 22,37, а также стала второй в эстафете 4×100 м в составе сборной Великобритании.
На Олимпийских игра 2016 года Дина стала пятой на дистанции 200 метров (22,31), а также завоевала бронзу в эстафете 4×100 м в составе сборной Великобритании (национальный рекорд — 41,77).
На чемпионате мира 2017 года в Лондоне Дина завоевала серебро в эстафете 4×100 м.
На чемпионате Европы 2018 года в Берлине Эшер-Смит выиграла золото на дистанциях 100 и 200 метров, а также в эстафете 4×100 м. При этом на всех трёх дистанциях были установлены новые рекорды Великобритании.
29 сентября 2019 года Дина в Дохе стала серебряным призёром чемпионата мира в беге на дистанции 100 метров, показав в финальном забеге результат — 10,83 с. и уступив победительнице Шелли-Энн Фрейзер-Прайс 0,12 секунды. На дистанции 200 метров она завершила финальный забег первой, показав результат 21,88 и став чемпионкой мира.
В июне 2024 года, в Риме, на чемпионате Европы Дина с результатом 10,99 стала чемпионкой. 
Выступает за спортивный клуб Blackheath and Bromley Harriers.